# Otto Lindblad
Otto Jonas Lindblad (født 31. marts 1809 i Karlstorp i Småland, død 26. januar 1864 i Norra Mellby i Skåne) var en svensk komponist.
Efter at have gået i skole i Växjö blev han 1829 student i Lund og begyndte de akademiske studier, men, optaget af musikken, nåede han først 1844 graden som filosofisk magister. Af Lunds studenterliv indlagde han sig betydelig fortjeneste ved 1838 at grundlægge Studentersangforeningen, hvilken han ledede med et talent og en dygtighed, som snart gjorde denne forening til et mønster for de samtidige sangforeninger i Norden. For Lunds studenter komponerede han sine talrige (i alt 71) mandskvartetter og korsange, typiske for svensk kvartetsang og endnu populære frem for nogen: Stridsbön, Våren, Naturen och hjärtat, Dalkarlesång, Ur svenska hjärtans djup, Vintern rasat, Sätt maskinen i gång, etc. Lindblad var musikalsk autodidakt. Sine sange komponerede han mest improviserende, hvad der fordelagtig mærkes i deres impulsive friskhed. Også smukke romancer og lignende haves fra hans hånd. Ydre anerkendelse fik han kun lidt af. Først 1856 blev han medlem af det musikalske akademi i Stockholm, og forgæves søgte han økonomisk at underbygge sin stilling i Lund. I 1847 fik han et embede som klokker i Mellby, og i denne beskedne stilling døde han.